# Pavlopillea, Nikopol
Pavlopillea (în ucraineană Павлопілля) este localitatea de reședință a comunei Pavlopillea din raionul Nikopol, regiunea Dnipropetrovsk, Ucraina.

## Demografie
Componența lingvistică a localității Pavlopillea
     Ucraineană (93,54%)
     Rusă (5,49%)
     Alte limbi (0,24%)
Conform recensământului din 2001, majoritatea populației localității Pavlopillea era vorbitoare de ucraineană (93,54%), existând în minoritate și vorbitori de rusă (5,49%).